# الفتاة المفضلة
فيفورت غيرل (بالإنجليزية: Favorite Girl)‏ (بالعربية: الفتاة المفضلة) هي أغنية للمغني الكندي جاستن بيبر. أصدرت مجموعة آيلاند ديف جام الموسيقية، وتسجيلات آر بي إم جي الأغنية في 2 نوفمبر 2009 كثاني أغنية ترويجية من أسطوانته المطولة ماي ورلد. أحتلت الأغنية المرتبة الـ12 في كندا، والـ26 في الولايات المتحدة، والـ92 في أستراليا، والـ76 في المملكة المتحدة، والـ27 في ترتيبات الأغاني المنفردة والألبومات في المملكة المتحدة.

## روابط خارجية
- كلمات الأغنية الكاملة على مترولايركس